# Warren Street (London Underground)

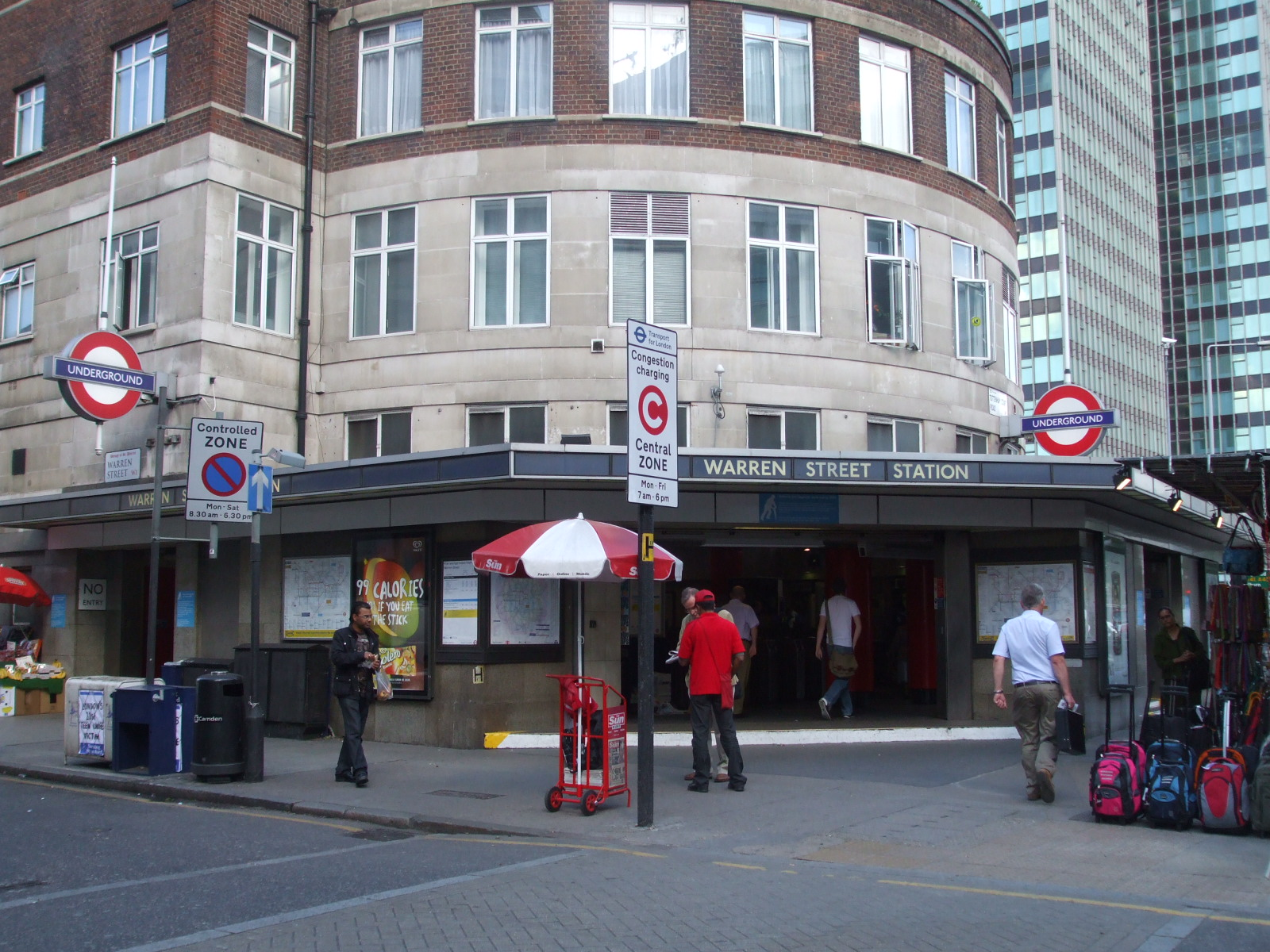
Stationsgebäude

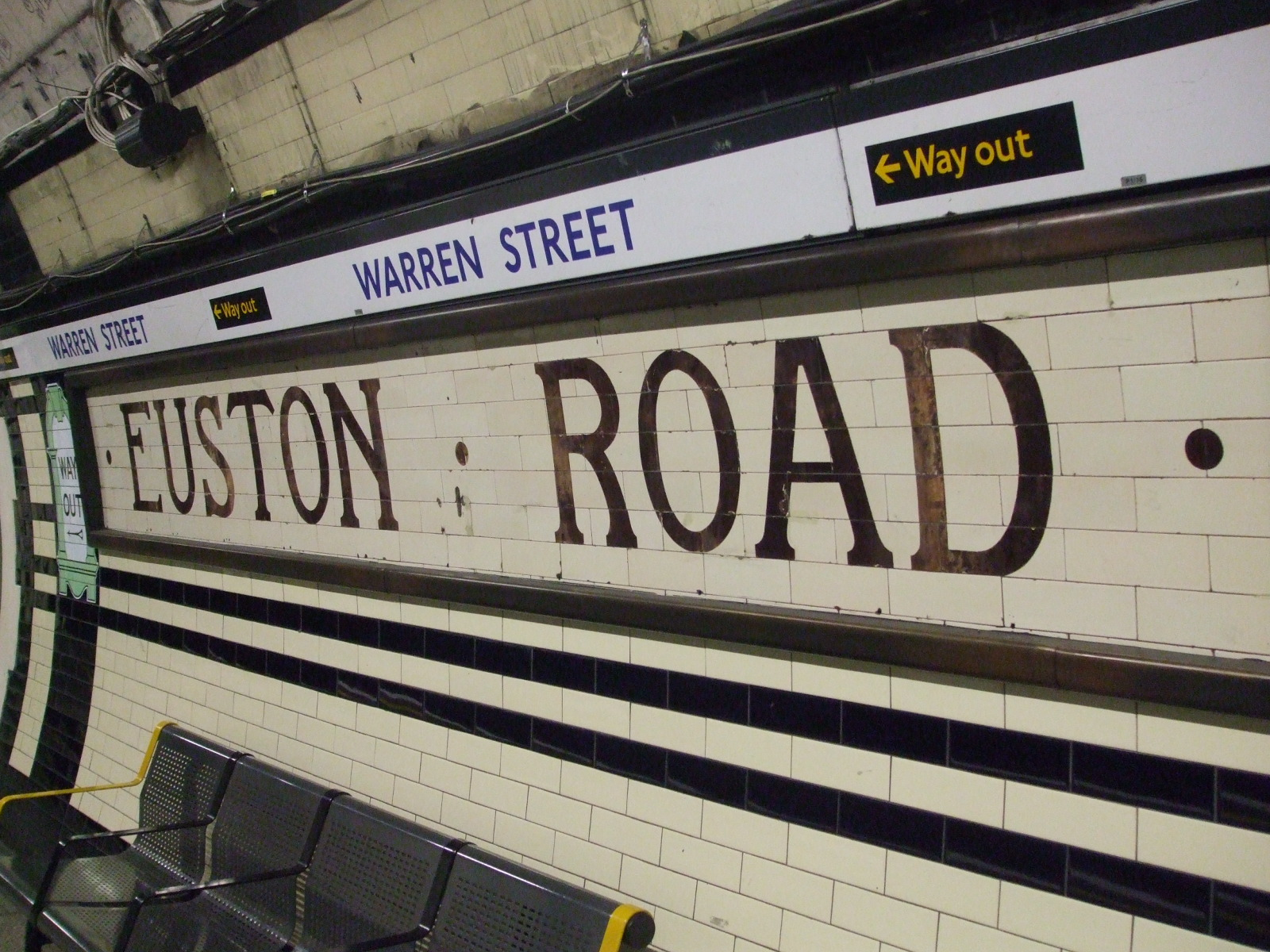
Wandfliesen mit dem alten Stationsnamen

Warren Street ist eine unterirdische Station der London Underground im Stadtbezirk London Borough of Camden. Sie liegt in der Travelcard-Tarifzone 1, an der Kreuzung von Euston Road und Tottenham Court Road (die Warren Street selbst ist eine kurze Nebenstraße der Letzteren). Hier kreuzen sich auf zwei Ebenen die Northern Line und die Victoria Line. Im Jahr 2011 nutzten 15,69 Millionen Fahrgäste die Station.
Die Station besteht aus vier Ebenen. Die Schalterhalle im Erdgeschoss besitzt zwei Eingänge. Drei Rolltreppen führen zu der darunter liegenden Verteilerebene, die auch als Fußgängerunterführung dient. Zwei Rolltreppen führen hinunter zu den Bahnsteigen der Northern Line auf der dritten Ebene. Zwei weitere Rolltreppen führen zu den Bahnsteigen der Victoria Line auf der vierten Ebene. Eine Besonderheit der Victoria Line ist, dass die Züge hier im Rechtsverkehr fahren. Der Grund liegt in der relativ geringen Distanz zur Station Euston, wo die Bahnsteige seitenverkehrt gebaut wurden, um den Übergang zur Northern Line zu erleichtern.
Am 22. Juni 1907 wurde die Station als Teil der Charing Cross, Euston and Hampstead Railway (heute der Charing Cross-Ast der Northern Line) eröffnet. Zu Beginn hieß sie Euston Road (diesen Namen kann man noch gut an den Wandfliesen erkennen). Die Umbenennung in Warren Street erfolgte am 7. Juni 1908. Um den Einbau von Rolltreppen zu ermöglichen, ersetzte man das ursprüngliche Stationsgebäude durch einen Neubau. Die Bahnsteige der Victoria Line wurden am 1. Dezember 1968 in Betrieb genommen. Die Station war vier Monate lang die südliche Endstation der Victoria Line, bis die Verlängerung Richtung Süden eröffnet wurde.
Warren Street ist eine jener Stationen, die Ziel der gescheiterten Terroranschläge vom 21. Juli 2005 waren; der Sprengsatz des Selbstmordattentäters zündete jedoch nicht.